# Tam Chi
Tam Chi (tiếng Trung: 三芝區; bính âm Hán ngữ: Sānzhī Qū; bính âm thông dụng: Sanjhih Cyu) là một khu (quận) của thành phố Tân Bắc, Trung Hoa Dân Quốc (Đài Loan). Quận có tỷ lệ đô thị hóa thấp và là quê nhà của cựu tổng thống Lý Đăng Huy.